# ژان-ماری فاف
ژان-ماری فاف (به فرانسوی: Jean-Marie Pfaff) (زادهٔ ۴ دسامبر ۱۹۵۳ در لبکه) دروازه‌بان پیشین فوتبال اهل بلژیک است.
پله، فوتبالیست مشهور، ژان ماری فاف را در مارس ۲۰۰۴ از جمله ۱۲۵ فوتبالیست برتر جهان نام برد.
ژان-ماری فاف هم‌اینک یکی از ستاره‌های تلویزیونی در بلژیک است و برنامه‌ای به نام فاف‌ها (De Pfaffs) که زندگی او خانواده‌اش را نشان می‌دهد شرکت می‌کند.